# Масерија Марико (Таранто)
Масерија Марико (итал. Masseria Marico) је насеље у Италији у округу Таранто, региону Апулија.
Према процени из 2011. у насељу је живело 218 становника. Насеље се налази на надморској висини од 140 м.